# Аксёнов, Бэно Максович
Бэно Максович Аксёнов (рум. Băno Axionov, англ. Beno Axionov, нем. Bäno Axionov; род. 2 апреля 1946, Минск) — советский и молдавский актёр, режиссёр, сценарист, театральный педагог. Заслуженный артист Молдавской ССР (1991). Сыграл на сцене более 200 ролей, снялся в 20 кинофильмах, поставил около 60 спектаклей. Лауреат Международных, Всесоюзных и Республиканских театральных фестивалей.

## Биография
Учился в школах № 3, 5, 41 и 4 Кишинёва. С 1963 по 1966 год становился чемпионом Молдовы в беге на 200 и 400 м с барьерами (тренировался у заслуженного тренера Молдавии Евгения Игнатьевича Зыбченко)
В 1969 году закончил актёрское отделение Кишинёвского института искусств им. Г. Музическу (руководитель курса — Надежда Степановна Аронецкая). Этот курс параллельно по специальной программе обучался в ЛГИТМиКе.
С 1969 года — актёр и ассистент режиссёра Тираспольского русского драматического театра (ныне — Государственный театр драмы и комедии имени Н. С. Аронецкой).
С середины 1960-х годов приглашался на радио, киностудию Молдова-фильм и телевидение в качестве актёра. Ставил спектакли в коллективах художественной самодеятельности городов Кишинёва и Тирасполя.
В 1973 году учился в Москве в режиссёрской лаборатории под руководством Марии Кнебель.
С 1971 по 1985 год (с перерывами) преподавал актёрское мастерство в Кишинёвском институте искусств имени Г. Музическу.
С 1973 по 2006 год — актёр и режиссёр Кишинёвского русского драматического театра им. А. П. Чехова.
В 1980-х годах был постоянным ведущим популярных сатирических программ Молдавского телевидения «Аричул» и «Лавка Аричула» (режиссёры А. Супрун, Л. Мильниченко). В эти же годы запомнился актёрскими работами в телевизионном «Театре миниатюр» (режиссёры А. Супрун, М. Рябова, Б. Аксёнов), а также лукавым, мудрым скоморохом Угадайкой из цикла детских телевизионных передач «Угадайка» (режиссёр Л. Зоти).
Б. Аксёнов создал ряд ролей в сатирическом киножурнале «Устурич» (производство «Молдова-фильм»).
В 1992 году в Кишинёвский русский государственный драматический театр имени А. П. Чехова был назначен  непрофессиональный директор, который, по заданию чиновников из министерства культуры, пытался приватизировать часть здания. Но председатель профкома театра Бэно Аксёнов отказался поставить подпись под решением о приватизации, которое уже было подписано руководством театра, что спасло коллектив от возможности в дальнейшем оказаться на улице. А ведь за эту подпись ему предлагали очень заманчивые вознаграждения. В результате его жестоко избили нанятые бандиты и он оказался в реанимации. Любители театрального искусства были убеждены, что Бэно Аксёнов вряд ли вернётся на сцену, но он полностью восстановил здоровье и снова стал ставить спектакли, играть роли.
В 2001 году закончил Московскую Академию переподготовки работников искусства по специальности режиссёр (мастерская Павла Хомского). В том же году прошёл стажировку в Московском театре им. Моссовета и вернулся в Кишинёв.
Но не согласие Аксёнова на приватизацию здания театра не прошло бесследно. Его спектакли, имеющие большую популярностью и дающие прибыль, стали снимать с репертуара, ему отказывают в постановке новых, почти законченный спектакль Мадам Бовари по Флоберу, переносят на неопределённый срок, министерство культуры не рекомендует театрам Республики сотрудничать с ним, ему создают препятствия для выезда за пределы Молдовы, куда его зовут на постановку.
2 апреля 2006 года, в день своего 60-летия, Бэно Аксёнов подал заявление об уходе из театра - и с 2007 года живёт в Германии, где продолжает заниматься режиссёрской деятельностью, проводит мастер-классы и читает лекции об истории и об искусстве Молдовы, России, Белоруссии, Украины, Румынии.
В 2006 году по инициативе «Центра русской культуры Республики Молдова» вышла книга «Театр Бэно Аксёнова» (автор Валентина Склярова)

## Семья
- Отец — Макс Шахнович Фишман (1915—1985) — молдавский композитор, пианист, старший преподаватель Кишинёвского института искусств им. Г. Музическу[17][18][19].
- Мать — Лидия Валерьяновна Аксёнова (1923—2019) — хоровой дирижёр, первый профессор хорового дирижирования в Молдавии, заслуженный деятель искусств Молдавии[20][21].
- Жена — Светлана Матусовна Дмитренко (род. 1951) — социолог, кандидат философских наук (1980), доктор социологии (Doktor Habilitat) (2000), главный научный сотрудник Института философии, социологии и права Академии наук Молдовы[22],[23],[24],[25][26][27], дочь доктора искусствоведения Матуса Яковлевича Лившица и кандидата психологических наук, доцента Кишинёвского государственного университета и Педагогического института имени И. Крянгэ Лидии Германовны Жабицкой.[28][29][30].
- Сын от первого брака — Владислав Бэнович Аксёнов (род. 1976), доктор исторических наук (2021), доцент кафедры истории России и права Московского государственного института радиотехники, электроники и автоматики, ведущий научный сотрудник Института российской истории РАН[31][32][33]
- Брат — Артур Максович Аксёнов, пианист, доцент кафедр специального фортепиано и концертмейстерской подготовки Российской академии музыки им. Гнесиных.[34][35].

## Среди сыгранных ролей

### Тираспольский русский драматический театр
- Дьячок Гыкин — «Невинные речи» по А. П. Чехову (рассказ «Ведьма»). Режиссёр Н. Аронецкая.
- Рисположенский — «Свои люди — сочтёмся» А. Н. Островского. Режиссёр Ю. Доронченко.
- Царь Дормидонт — «Горя бояться — счастья не видать» С. Я. Маршака . Режиссёр Ю. Доронченко.
- Зяблик — «Город на заре» А. Арбузова. Режиссёры Н. Аронецкая и Ю. Доронченко.
- Фадинар — «Соломенная шляпка» Эжена Лабиша и Марк-Мишеля. Режиссёр Н. Аронецкая.
- Исаак Мендоса — «Дуэнья» Р. Шеридана. Режиссёр Н. Аронецкая.
- Миша — «Улица трех соловьёв, 17» Д. Добричанина. Режиссёр Н. Аронецкая.
- Пепи — «Улица трех соловьёв, 17» Д. Добричанина. Режиссёр Н. Аронецкая.
- Фэт-Фрумос — «Волшебная вязь» (молдавская народная сказка «Фэт Фрумос и солнце»). Режиссёр Н. Аронецкая.
- Оброшенов — «Шутники» А. Н. Островского. Режиссёр Н. Аронецкая и др.

### Кишинёвский государственный русский драматический театр им. А.П. Чехова
- Яшка — «Вишнёвый сад» А. П. Чехова. Режиссёр А. Гукленков.
- Пэкалэ — «Фэт-Фрумос — золотые кудри» В. Гольфельда. Режиссёр А. Гукленков.
- Официант — «Родственники» Э. Брагинского. Режиссёр Н. Бецис.
- Дон Диего — «Благочестивая Марта» Тирсо де Молина. Режиссёр Н. Бецис.
- Ломов — «Девять мгновений» по А. П. Чехову («Предложение»). Режиссёр Б. Аксёнов.
- Жильбер Совэн – «Месье умрёт пристойно» М-Ж.Саважона. Режиссёр Н. Бецис.
- Дьячок — «Девять мгновений» по А. П. Чехову (рассказ «Хирургия»). Режиссёр Б. Аксёнов.
- Мортимер — «Мария Стюарт» Ф. Шиллера. Режиссёр Н. Бецис.
- Еремеев — «Прошлым летом в Чулимске» А. Вампилова. Режиссёр Б. Малкин.
- Зайка-зазнайка — «Зайка-зазнайка» С. Михалкова. Режиссёр А. Умрихин.
- Баба — яга — «Два клёна» Е. Шварца. Режиссёр Н. Бецис.
- Яшка — «Бумбараш» по А. Гайдару. Режиссёр И. Тодоров.
- Прохор — «Тихий Дон» по М. Шолохову. Режиссёр Я. Цициновский.
- Первый министр лжи и порока — «Сказка о злых лгунах и четырёх смельчаках» Ю. Проданова и Б. Бреева. Режиссёр Н. Бецис.
- Медведенко — «Чайка» А. П. Чехова. Режиссёр Н. Бецис.
- Ален, Мольер — «Школа жён» Ж.-Б. Мольера. Режиссёр Н. Аронецкая.
- Сушич — «ОБЭЖ» Б. Нушича. Режиссёр В. Апостол.
- Кот — «Кот в сапогах» по Ш. Перро. Режиссёр Д. Масленников.
- Михаленко — «Счастливый день» А. Н. Островского. Режиссёр Н. Аронецкая.
- Чафэ — «Рыжая кобыла с колокольчиком» И. Друцэ. Режиссёр В. Апостол.
- Дзанни, Мать, Таксист, Дирижёр, Друг семьи, Доктор, Полицейский, Капитан дальнего плавания — в мюзикле «Супружеская идиллия» Чаринэ и Джованни. Режиссёры С. Митин и Н. Бецис.
- Шота — «Дружина» М. Рощина. Режиссёр Н. Бецис.
- Пастушок — «Свалка» А. Дударева, Режиссёр М. Абрамов.
- Мелкий осколок — «В открытом море» С. Мрожека. Режиссёр М. Абрамов.
- Менахем-Мендел — «Поминальная молитва» Гр. Горина. Режиссёр В. Мадан.
- Рисположенский — «Банкрот» А. Н. Островского. Режиссёр М. Абрамов.
- Эмир — «Последняя любовь Насреддина» Б. Рацера, В. Константинова. Режиссёр М. Абрамов.
- Калабушкин — «Самоубийца» Н.Эрдмана. Режиссёр Б. Аксёнов.
- Полоний — «Убийство Гонзаго» Н. Йорданова. Режиссёр М. Поляков.
- Тимошин — «Мы идём смотреть Чапаева» О. Данилова. Режиссёр И. Шац.
- Кассий Херея — «Калигула» А. Камю. Режиссёр Л. Ластивка.
- Чубуков — «Дамы и господа» по А. П. Чехову. Режиссёр Б. Аксёнов.
- Спираке — «Титаник-вальс» Т. Мушатеску. Режиссёр С. Лука.
- Рольдан — «Дикарь» А. Касона. Режиссёр А. Баранников.
- Патлах — «Остановите самолёт, я слезу!» по Э. Севеле. Режиссёр Б. Аксёнов и др.

### Молдавская Государственная Филармония
- Сганарель - Сганарель, или Мнимый рогоносец (пьеса) Мольера. Режиссёр Б. Аксёнов.
- Парень - «Эй, кто-нибудь» Уильям Сароян. Режиссёр Б. Аксёнов, (премьера в Театре «Дома актёра» МТО).
- Луи Гассион, Жан Кокто, Зритель, Репортёр, Нищий, Сосед — «Эдит Пиаф» В. Легентова. Режиссёр А. Гукленков, (премьера в Театре «Дома актёра» МТО).
- Сганарель - Брак поневоле Мольера. Режиссёр Б. Аксёнов.
- Поэт - От жажды умираю над ручьём, по мотивам стихов Франсуа Вийона
- Второй — «Так у нас, а как у вас?» по Гр. Горину, М. Жванецкому, Л. Измайлову. Режиссёры Б. Аксёнов, М. Миликов, (премьера в Театре «Дома актёра» МТО и в Кишинёвском государственном русском драматическом театре им. А.П. Чехова).
- Друг — «Риск» Эдуардо де Филиппо. Режиссёр М. Абрамов и др.

## Поставленные спектакли

### Молдова
- «Девять мгновений» по А. П. Чехову. (Кишинёвский Государственный русский театр им. А. П. Чехова).
- «Король Матиуш Первый» по повести-сказке Я. Корчака. (Театр «Дома актёра» МТО).
- «Сганарель, или Мнимый рогоносец (пьеса)» Мольера. (Молдавская Государственная Филармония).
- «Эй, кто-нибудь» Уильям Сароян. (Театр «Дома актёра» МТО).
- Сирано де Бержерака сцены из пьесы Ростана (Институт искусств)
- «Время невиновных» З. Ленца. (Кишинёвский институт искусств им Музическу).
- «Большевик» по стихам С. Есенина, В. Маяковского, Н. Заболоцкого, И. Сельвинского, Е. Евтушенко. (Театр «Дома актёра» МТО).
- «Брак поневоле» Мольера. (Молдавская Государственная Филармония).
- «Обнаженное сердце» по мотивам стихотворений Шарля Бодлера, Поля Верлена, Стефана Малларме на французском языке. (Кишинёвский институт искусств им. Г. Музическу).
- «Луиза Миллер» сцены из драмы Ф. Шиллера «Коварство и любовь». (Кишинёвский институт искусств им. Г. Музическу).
- «От жажды умираю на ручьём», на стихи Франсуа Вийона (Молдавская государственная филармония)
- «Тридцать седьмой год» по стихам советских поэтов. (Молдавское телевидение).
- «Страницы из Эгмонта» И. В. Гёте и Л. Бетховена. (Кишинёвский институт искусств им. Музическу).
- «Просто сердце» по произведениям М. Цветаевой. (Театр «Дома актёра» МТО).
- «Чудо жить необъяснимо» по произведениям А. Вознесенского. (Театр «Дома актёра» МТО).
- «Разбойники» сцены из драмы Ф. Шиллера. (Кишинёвский институт искусств им. Г. Музическу).
- «Солнце в лужах» по произведениям молдавских и российских авторов. (Молдавская государственная филармония).
- «Человеческий голос» Ж. Кокто. (Театр «Дома актёра» МТО).
- «Сцены из Фауста» И. В. Гёте в переводе Б. Пастернака. (Кишинёвский институт искусств им. Г. Музическу).
- «Так у нас, а как у вас?» по Гр. Горину, М. Жванецкому, Л. Измайлову. Сорежиссёр М. Миликов. (Кишинёвский Государственный русский театр им. А. П. Чехова).
- «Земные радости и я вкушал когда-то» Фридриху Гёльдерлин. (Театр «Дома Актёра» МТО).
- «Книга песен» по Генриху Гейне. (Театр «Дома актёра» СТД РМ).
- «Жизнь и песни» по Рильке. (Кишинёвский институт искусств им. Г. Музическу).
- «Мелодия и слово» по страницам еврейской поэзии и музыки. С. Бенгельсдорф. (Органный зал Молдавской Государственной Филармонии).
- «Приключение лисы Алисы и кота Базилио в королевстве Музыки» И. Мартынюк. (Молдавская Государственная Филармония).
- «Дамы и господа» по А. П. Чехову. (Кишинёвский Государственный русский театр им. А. П. Чехова).
- «Баба — яга и два клёна» Е. Шварца. (Кишинёвский Государственный русский театр им. А. П. Чехова).
- «Остановите самолёт, я слезу!» по Э. Севелле. (Кишинёвский Государственный русский театр им. А. П. Чехова)[36].
- «Самоубийца» Н. Эрдмана. (Кишинёвский Государственный русский театр им. А. П. Чехова).
- «Плачь, скрипка моя, плачь!» по А. Галичу, Е. Евтушенко, М. Тейфу, Л. Вассерман. (Театр «Дома актёра» СТД РМ).
- «Любовь и ненависть» (по пьесе «Анджело, тиран Падуанский») В. Гюго. (Кишинёвский Государственный русский театр им. А. П. Чехова).
- «Семейная жизнь с посторонним, или именины с костылями» С. Лобозёрова. (Кишинёвский Государственный русский театр им. А. П. Чехова).
- «Я старался беречь только честь и спокойно терял репутацию» по произведениям Саши Чёрного, Михаила Гробмана, Эфраима Кишона и Игоря Губермана. (Театр «Дома актёра» СТД РМ).
- «Ничто во мне об этом не забудет» по стихам и прозе Ицхока Каценельсона, Эли Визеля, Ханы Сенеш… (Театр «Дома актёра» СТД РМ).
- «Сказка о царе Салтане» А. С. Пушкина. (Кишинёвский Государственный русский театр им. А. П. Чехова)[37].
- «Сердцу не прикажешь» (по пьесе «Совиновники») И. В. Гёте. (Кишинёвский Государственный русский театр им. А. П. Чехова)
- «Я очень люблю тебя, мама!» (по пьесе «Пока она умирала») Н. Птушкиной. (Кишинёвский Государственный русский театр им. А. П. Чехова)[38][39].
- «Тайна матушки Бузины» мюзикл по сказке Х. К. Андерсена. (Кишинёвский Государственный русский театр им. А. П. Чехова).
- «Андрей стрелок и Марья голубка» С. Прокофьевой и И. Токмаковой. (Кишинёвский Государственный русский театр им. А. П. Чехова).
- «Кот в сапогах» по сказке Ш. Перро. (Республиканский театр «Лучафэрул»)[40] и др.

### Германия
- «Я умираю от…» по А. П. Чехову. (Актёрская школа в г.Мангейме. Германия).
- «Тысяча и одна страсть или руководство для желающих жениться» по А. П. Чехову. (UniTheatr г. Карлсруэ. Германия)[41][42][43][44].
- «Записки сумасшедшего» по Н. В. Гоголю и А. П. Чехову и стихам Генриха Гейне, А. С. Пушкина, Фридриха Гёльдерлин, Рильке, Августа фон Платен, Шарля Бодлера. (Badisches Staatstheater г. Карлсруэ. Германия).[45][46][47][48][49][50][51][52].
- «Исповедь или Оля, Женя, Зоя, Варя…» по рассказам А. П. Чехова. («Theaterkeller» FTSK г. Гермерсхайм. Германия)[53][54][55].
- «Абрикосов цвет или не зарезанный ягнёнок» по поэме Андрея Страмбяну. (Театральное содружество «KABAX» г. Карлсруэ. Германия)[12][56]
- «Беда от нежного сердца» по водевилю Владимира Соллогуба. («Theaterkeller» FTSK, Гермерсхайм. Германия)[57][58][59]
- «Чужая жена и муж под кроватью» по Ф. М. Достоевскому. (Кишинёвский Государственный русский театр им. А. П. Чехова)[60][61][62][63] и др.

## Фильмография
- 1964: Билл — «Робин Гуд», режиссёр Л. А. Печорина, Центрнаучфильм.
- 1976: Жулик, завсегдатай салуна — «Марк Твен против…», режиссёр М. Григорьев, Молдова-фильм[64].
- 1979: Журналист — «И придёт день...» (2-я серия), режиссёр М. Израилев, Молдова-фильм[65].[66].
- 1979: Рабочий — «Здравствуйте, я приехал», режиссёр М. Бадиков, Молдова-фильм.
- 1979: Агент — «Эмиссар заграничного центра», режиссёр В.Брескану, Молдова-фильм.
- 1980: Махновец — «Большая, малая война», режиссёр В.Паскару, Молдова-фильм.
- 1993: Гриженару — «Поезд в Калифорнию», режиссёр И. Талпа, «Фаворит», «Эолис-фильм».
- 1995: Татарин — «На дне», по Максиму Горькому, режиссёр В. Цапеш. (6 серий), «Молдавское телевидение».
- 1999: Павлик — «Возвращение Титаника», режиссёр И. Талпа. (2 серии), «Cinema Space»[67].
- 2000: Электрик — «Антология приколов», режиссёр Ю. Музыка, «Молдова».
- 2019: Дед — «Who Is Next?» (Кто следующий?), режиссёр Б.Аксёнов. «Germersheim Film Studio»[68][69][70] и др.